# Tephrocactus verschaffeltii
Tephrocactus verschaffeltii és una espècie de planta fanerògama que pertany a la família de les cactàcies (Cactaceae).

## Descripció
Tephrocactus schaffeltii creix com un arbust i assoleix alçades de fins a 30 cm. Les seccions de les tiges són primes, d'el·lipsoides a cilíndriques, són tuberoses i fan fins a 10 cm de llarg. A vegades se ramifiquen molt cap a la punta amb nombrosos brots laterals esfèrics. Els rudiments de fulles frondosos, que cauen ràpidament fins a una llarga durada, fan de 5 a 30 mm de llarg. Des les petites arèoles, que fan fins a 6 cm de llarg, surten fins a set espines variables en forma d'agulla, no molt fortes, rectes o corbes i, de tant en tant entrellaçades.
Té nombroses flors de color coure a vermell ataronjat que fan fins a 4 cm de llarg. El pericarpel, que només té unes poques arèoles, és una mica eriçat a la vora superior. Els fruits sense espines tenen forma d'el·lipsoide a pera. Contenen llavors comprimides lateralment.

## Distribució i hàbitat
Tephrocactus schaffeltii està molt estès a Bolívia als departaments d'Oruro, Potosí, Chuquisaca, Tarija i a l'Argentina a les províncies de Jujuy, Salta, Tucumán i Catamarca a altituds de 1500 a 3700 metres.

## Taxonomia
Tephrocactus verschaffeltii va ser descrita per (J.F. Cels ex F.A.C. Weber) D.R. Hunt & Ritz i publicat a Cactaceae Systematics Initiatives: Bulletin of the International Cactaceae Systematics Group 25: 27, a l'any 2011.
Etimologia.
Tephrocactus: nom genèric que deriva de les paraules gregues: tephra, "cendra", referint-se al color de la planta) i cactus per la família.
verschaffeltii: epítet en honor a l'horticultor belga Ambroise Colette Alexandre Verschaffelt (1825-1886).
Sinonímia
Els següents noms són sinònim de Tephrocactus verschaffeltii:
- Austrocylindropuntia haematacantha (Backeb.) Backeb. in Cact. Succ. J. (Los Angeles) 23: 13 (1951)[4][5]
- Austrocylindropuntia hypsophila (Speg.) Backeb. in Cact. Succ. J. (Los Angeles) 23: 13 (1951)[4][5]
- Austrocylindropuntia inarmata Backeb. in Cactac.: Handb. Kakteenk. 6: 3578 (1962)[4][5]
- Austrocylindropuntia verschaffeltii (Cels ex F.A.C.Weber) Backeb. in Cactaceae (Berlin) 1939(2): 10 (1939)[4][5]
- Austrocylindropuntia verschaffeltii var. hypsophila (Speg.) Backeb. in Cactac.: Handb. Kakteenk. 1: 149 (1958)[4][5]
- Austrocylindropuntia verschaffeltii var. longispina Backeb. in Descr. Cact. Nov. 1: 6 (1956 publ. 1957)[4][5]
- Banfiopuntia verschaffeltii (Cels ex F.A.C.Weber) Guiggi in Cactology 2(Suppl.): [1] (2011)[4][5]
- Cylindropuntia haematacantha Backeb. in C.Backeberg & F.M.Knuth, Kaktus-ABC: 118 (1936)[4][5]
- Cylindropuntia hypsophila (Speg.) Backeb. in C.Backeberg & F.M.Knuth, Kaktus-ABC: 119 (1936)[4][5]
- Cylindropuntia verschaffeltii (Cels ex F.A.C.Weber) Backeb. in Nye kaktusbog: 132 (1930)[4][5]
- Cylindropuntia verschaffeltii f. longispina (Backeb.) Krainz in Kakteen 13: B (1960)[4][5]
- Opuntia digitalis F.A.C.Weber in D.G.J.Bois, Dict. Hort. 2: 898 (1898)[4][5]
- Opuntia haematacantha	(Backeb.) Borg	Cacti: 89. 1937.[5]
- Opuntia hypsophila Speg. in Anales Mus. Nac. Buenos Aires 11: 509 (1905)[4][5]
- Opuntia posnanskyana Cárdenas in Lilloa 23: 25 (1950)[4][5]
- Opuntia teres K.Schum. in Gesamtbeschr. Kakt.: 683 (1898)[4]
- Opuntia verschaffeltii Cels ex F.A.C.Weber in D.G.J.Bois, Dict. Hort. 2: 898 (1898)[4][5]
- Opuntia verschaffeltii var. floribunda Borg in Cacti (Borg): 62 (1937)[4][5]
- Opuntia verschaffeltii var. hypsophila (Speg.) G.D.Rowley in Natl. Cact. Succ. J. 13: 25 (1958)[4][5]
- Opuntia verschaffeltii var. longispina (Backeb.) G.D.Rowley in Natl. Cact. Succ. J. 13: 4 (1958)[4][5]

## bibliografia
- Edward F. Anderson. Das große Kakteen-Lexikon (en alemany). Traducció: Urs Eggli.  Stuttgart: Eugen Ulmer KG, 2005, p. 89. ISBN 3-8001-4573-1.